# Blechnum proliferum
Blechnum proliferum là một loài thực vật có mạch trong họ Blechnaceae. Loài này được Rosenst. mô tả khoa học đầu tiên năm 1906.